# Cauldron (videogioco)
Cauldron è un videogioco di avventura dinamica pubblicato nel 1985 per gli home computer Amstrad CPC, Commodore 64, Enterprise e ZX Spectrum dalla britannica Palace Software. Ha per protagonista una strega dal classico aspetto di vecchia con scopa volante e calderone ("cauldron" in inglese) della pozione magica. Secondo il designer Steve Brown, la Palace Software aveva ottenuto i diritti per trarre un gioco dal film Halloween, ma poi si preferì realizzarne uno ispirato al concetto di Halloween in generale.
La prima edizione per Spectrum includeva nella stessa cassetta anche The Evil Dead (1984), che per questo computer non era mai stato pubblicato prima.
Cauldron ottenne generalmente giudizi molto buoni dalle riviste dell'epoca. A volte è stato anche descritto come molto difficile.
Ebbe come seguiti Cauldron II: The Pumpkin Strikes Back (1986) e Super Cauldron (1992).

## Modalità di gioco
Il giocatore controlla la strega in un grande ambiente bidimensionale visto di lato, con l'obiettivo di trovare gli ingredienti per un incantesimo che le consentiranno di sconfiggere il capo delle zucche e ottenere la scopa d'oro. Il gioco combina due fasi con funzionamento ben distinto: la superficie, dove si vola con la scopa in uno sparatutto a scorrimento, e le caverne sotterranee, dove si salta su piattaforme.
In superficie la strega parte dalla sua casetta e può sorvolare un grande territorio composto da foreste, mari, zone vulcaniche e un cimitero. Il volo può avvenire in entrambi i sensi e con effetto di inerzia, nello stile di Defender. Su Commodore 64 c'è scorrimento orizzontale fluido mentre su Amstrad e Spectrum si passa da una schermata all'altra a scatti. Bisogna evitare di urtare il paesaggio volando, ma ci sono piccoli spazi dove si può decollare e atterrare per fare brevi tratti a piedi, per raccogliere oggetti o entrare nelle porte. Come nemici si incontrano pipistrelli, fantasmi, piante carnivore, palle di fuoco, gabbiani, ecc.; solo mentre si vola si possono eliminare sparando proiettili magici in orizzontale o diagonale. Sparse sul territorio si trovano le chiavi che aprono le porte per accedere alle aree sotterranee.
Le caverne sono quattro aree distinte, costituite complessivamente da 64 schermate. Gli ambienti sono labirinti, con le schermate variamente collegate in orizzontale e in verticale. Ogni schermata contiene piccole piattaforme spesso disposte in modo complesso, e richiede la giusta strategia per essere attraversata. Nei sotterranei la strega può soltanto camminare e saltare. I 6 ingredienti da recuperare e altri oggetti necessari si trovano qui. I nemici sono teschi, zucche, ossa, pipistrelli, ecc., fluttuanti secondo schemi predefiniti, e bisogna evitare anche le cadute troppo dall'alto.
Superficie e caverne si devono quindi affrontare in modo alternato, per riportare gli ingredienti al calderone nella casetta della strega.
Si dispone di 8 vite e per ciascuna si ha una riserva di energia in percentuale, che si consuma scontrandosi con i nemici. Quando si vola l'energia cala anche lentamente col tempo e se ne consuma un po' ogni volta che si spara. In giro si trovano dei punti di ricarica fissi che restituiscono l'energia passandoci sopra.